# Command & Conquer 3: Tiberium Wars
Command & Conquer 3: Tiberium Wars es un videojuego de estrategia en tiempo real PC y Xbox 360 que pertenece a la serie Command & Conquer de Electronic Arts. Tiberium Wars continúa la línea argumental de Firestorm, expansión de Command & Conquer: Tiberian Sun.
Entre las novedades del juego están un nuevo y perfeccionado sistema de barra de control del juego, la aparición de una nueva facción, los Scrin, y videos de alta definición con un reparto de famosos.
Unas 100 000 unidades de la versión especial de coleccionista con material adicional fueron vendidas bajo el nombre de Kane's Edition, que incluye mapas y arte del juego exclusivos.

## Argumento
Tiberium Wars está situado cronológicamente en el año 2047, dos décadas después de los eventos de Command & Conquer: Firestorm, en este lapso de tiempo la Tierra ha sido devastada ecológicamente por el Tiberio, una sustancia de origen extraterrestre capaz de asimilar la materia del medioambiente y convertirla en más Tiberio.
Ante el caos producido por el tiberio, la Tierra ha sido dividida en tres zonas, las prístinas "zonas azules" controladas por la GDI y virtualmente libres de tiberio, las ecológicas y socialmente inestables "zonas amarillas" en donde se asienta la Hermandad del Nod, y las infernales "zonas rojas" las cuales están tan contaminadas con Tiberio que la vida humana resulta imposible en las mismas.
Es en este escenario donde se desarrolla la Tercera Guerra del Tiberio y en el que hace su aparición la raza alienígena conocida como los Scrin.

## Las facciones
En Tiberium Wars se dispondrá de campañas y control total sobre las tres facciones participantes en el conflicto, la GDI, la Hermandad del Nod y los Scrin, además, se podrá acceder a fuerzas mercenarias mutantes en determinados mapas, como el mapa de Sarajevo en la campaña de la GDI.

### GDI (Global Defense Initiative)
La Global Defense Initiative o GDI es una alianza militar formada por los herederos de las naciones industrializadas más poderosas de inicios del siglo XXI. Se podría decir que su gobierno es democrático aunque no interesa.
En términos estadísticos la GDI está conformada por aproximadamente el 20 por ciento de la población mundial en el 2047 y su territorio abarca las "zonas azules", regiones cercanas a los polos donde el Tiberio no ha logrado producir daños significativos en el medioambiente. Estas zonas gozan de una respetable prosperidad socio-económica y son consideradas el último refugio del mundo civilizado.
Militarmente hablando la GDI se caracteriza por el uso de unidades bien entrenadas y equipadas, con un avanzado soporte táctico y la capacidad de despliegues rápidos vía aérea y espacial, ejemplo de esto es el soldado de asalto (o de zona en ciertas versiones del juego) (Zone Trooper), equipado con un rifle electromagnético y una armadura automatizada capaz de aguantar fuertes ataques. Las fuerzas acorazadas de la GDI, cuya unidad insignia es el poderoso tanque Mammoth, suelen ser de gran resistencia y con una potencia de fuego devastadora aunque lentas al maniobrar.(en un informe de inteligencia se mencionan las palabras: "¿quieres que se haga bien o quieres que se haga rápido?", razón de la lentitud y potencia de las tropas de la GDI)
Visión de la campaña de la GDI
La campaña se inicia con el trasfondo de una reunión de los más altos mandos de la GDI en la estación espacial Philadelphia, durante ésta junta la estación es repentinamente destruida por un ataque nuclear nodita, desde El Cairo, lo cual inicia la Tercera Guerra del Tiberio.
Tras un desesperado proceso de defensa y reagrupación la GDI logra arrebatarle la iniciativa a la Nod y contraatacar, progresivamente la GDI centra su poder bélico en destruir el nuevo y reconstruido templo Nodita en Sarajevo (el mismo destruido en la Primera Guerra del Tiberio), tras la destrucción del Templo se revela de que el ataque de cañón de iones utilizado para demolerlo había conseguido activar un arma secreta de Kane (la bomba de Tiberio líquido) y generar una reacción cataclísmica de éste a través de todo el planeta, produciendo la muerte de millones de habitantes de las zonas amarillas en el proceso. Pese a todo, la GDI considera este hecho una victoria pues (aparentemente) la explosión habría producido la muerte de Kane.
Repentinamente, y poco tiempo después de la explosión del Tiberio líquido, una poderosa fuerza alienígena (los Scrin) surge del espacio exterior e inician una devastadora invasión a la Tierra desembarcando en las zonas rojas y avanzando sobre las zonas amarillas sin que las menguadas fuerzas de la Nod pudieran contenerlas en su devastador avance, al mismo tiempo los invasores inician la construcción de inmensas torres de propósito desconocido. La GDI lucha desesperadamente contra esta nueva amenaza y tras un gran esfuerzo y sacrificio se logra destruir prácticamente todas las torres de los Scrin menos una, al sur de Italia, protegida por Nod.
En la última misión la GDI destruye lo que sería al parecer el centro de la red de control militar de los invasores, queda a decisión del jugador cómo destruir el edificio con un ataque de la nueva bomba de Tiberio líquido de la GDI o no, dejando dos finales posibles.

### Hermandad Nod
Originalmente un movimiento paramilitar clandestino con planes de dominación mundial, dirigido por su líder Kane.
En el 2047 la Hermandad de la Nod se convirtió en una potencia mundial, con el soporte del 80 por ciento de la población mundial, la cual habita las "zonas amarillas" y ve a la Hermandad como los únicos mantenedores del orden y la esperanza en un territorio devastado por el tiberio. Nod ha creado un vasto ejército de fuerzas de combate con entrenamiento y equipos básicos apoyados por equipos de soldados altamente entrenados y equipados con armamento poderoso aunque inestable y peligroso. Sus soldados no son los más fuertes pero sí los más aguerridos, dispuestos a dar sus vidas por su causa.
Nod utiliza una combinación de ataques en masa de unidades individualmente débiles pero numéricamente superiores y letales ataques quirúrgicos destinados a inutilizar al enemigo, esto se logra en gran medida gracias a la avanzada tecnología de sistemas furtivos de la Hermandad.
Visión de la Campaña de la Hermandad de Nod
Tras décadas de acumular seguidores a través de las "zonas amarillas" y desarrollar nuevas tecnologías, la Hermandad de la Nod dirigida por el reaparecido Kane empieza una nueva guerra tiberiana, con un ataque sorpresivo al centro de mando de armas estratégicas de la GDI, deshabilitando así la capacidad antimisiles de la GDI y dejando el camino abierto a un exitoso ataque a la estación espacial Filadelfia, eliminando en el proceso a la mayoría del estado mayor de la GDI. Nod obtiene varias victorias a lo largo de toda la "zona azul" con la dirección del comandante interpretado por el jugador y el apoyo del agente de inteligencia Ajay, pero eventualmente empieza a perder batallas ante la GDI debido a fallos tácticos, estratégicos y morales de la general Kilian Qatar, comandante en jefe de la Nod. Qatar siembra la duda sobre la Hermandad de la Nod y hasta de los planes de Kane. Tras la destrucción de Templo Base en Sarajevo por parte de la GDI y la posible muerte de Kane, Qatar toma el mando de todo Nod.
Mientras que la Hermandad trata de recuperarse de las abrumadoras bajas sufridas en la guerra contra la GDI y restaurar su capacidad nuclear, se inicia la invasión de los Scrin. Ante este evento Qatar (con la oposición de varios miembros de la Nod, incluyendo el agente Ajay) forma una heterodoxa alianza con la GDI contra los alienígenas.
Repentinamente Kane aparece vivo e intacto y retoma el control de la Nod, eliminando a Qatar en el proceso. Tras esa ejecución, Kane finalmente revela al jugador cuál es la verdadera razón por la que comenzó la Tercera Guerra del Tiberio y la implicación de los scrin en sus planes.

### Scrin
Una raza de origen alienígena con enormes conocimientos y control sobre el Tiberio, los Scrin llegan a la Tierra con una considerable fuerza bélica destinada a cubrir la construcción de extrañas torres con propósito inicialmente desconocido.
Los Scrin se caracterizan por disponer de unidades iniciales que trabajan mejor en grandes números y posteriormente desplegar armas increíblemente poderosas, principalmente unidades aéreas. Adicionalmente, la tecnología de los Scrins les permite disponer de capacidad de tele-transportación y uso de escudos de energía que los vuelven particularmente poderosos en estadios avanzados, un gran ejemplo de esto es su súper arma, el Generador de Fisuras, el cual puede producir una disrupción espacio-temporal capaz de catapultar todo lo que se halla en su radio de acción al espacio profundo.
Visión de la Campaña de los Scrin
Por largo tiempo los Scrin han permanecido en éxtasis orbitando en el límite del sistema solar, esperando a que un tipo de señal energética única (una explosión de proporciones planetarias de Tiberio líquido o Icor-LQ, como llaman los scrin a ésta sustancia) los despertara. En el momento más violento de la Tercera Guerra Tiberiana este evento ocurre, la activación inicia un continuo análisis por parte de los ordenadores Scrin de la cual se pueden ver los siguientes fragmentos:
"...Población indígena altamente hostil, depósitos de Icor-LQ (Tiberio) sin madurar, civilizaciones activas de nivel IV/V, habitan la mayor parte del planeta, con un factor tecnológico de armas 17.4, detonación prematura de Icor-LQ (por razones desconocidas)..."
Las fuerzas Scrin inician la invasión a la Tierra pero su ataque inicial es desviado por el disparo del cañón orbital de iones de la GDI, esto abre nuevas interrogantes a los Scrins:
"...Detonación prematura de Icor-LQ
Hipótesis: La especie indígena detonó el depósito de Icor-LQ como señuelo para las operaciones de extracción. ¿Por qué se hizo esto? ¿Cómo se hizo? ¿Qué implicaciones tiene esto para la misión? ¿Qué implicaciones tiene esto para el jefe supremo?..."
Ante la inesperada capacidad defensiva de la humanidad los Scrin comienzan a ver peligrar su misión de extracción del Icor:
"...Las ofensivas en múltiples zonas objetivo están estancadas.
...La población indígena se ha reorganizado, reagrupado y ha contraatacado.
...Ventaja inicial perdida.
...El combate se ha vuelto más simétrico que asimétrico...
...La misión puede llegar a ser un completo fracaso
...Kane está en la Base de Datos..."
Finalmente el comandante Scrin decide realizar una retirada antes de que sus fuerzas sean totalmente derrotadas por los continuos ataques de la GDI y la intromisión de la Nod, la retirada es exitosa, tras esto el Comandante Supremo, aparentemente la entidad líder de los Scrin, ordena la preparación de una fuerza de invasión para conquistar la Tierra, abriendo la posibilidad de una expansión para Tiberium Wars.

## Reparto
Tiberium Wars cuenta con un casting de varias estrellas de televisión y de películas además del legendario Joe Kucan en su clásico papel del líder de la Nod, Kane.
- Josh Holloway (Lost) interpretando a Ajay, enigmático y rudo agente de inteligencia de la Nod.
- Tricia Helfer (Battlestar Galactica) interpreta a Kilian Qatar, comandante en jefe de la Nod y mano derecha de Kane.
- Michael Ironside (Starship Troopers) como el aguerrido general en jefe de la GDI Jack Granger.
- Billy Dee Williams (El Imperio Contraataca, El Retorno del Jedi) como el director de la GDI Raymond Boyle.
- Grace Park (Battlestar Galactica) como la teniente Sandra Telfair, ayudante del general Granger.
- Jennifer Morrison (House) como la teniente Kirce James, especialista en análisis táctico de la GDI.
- Shauntay Hinton (miss EE.UU. en el 2002) como la reportera Brittany Bhima.
- Shanon Cook (Robin & Company, CNN) interpreta a la reportera de la CNN Cassandra Blair.
- John Huck interpreta al anfitrión de Fox News de Las Vegas William Frank.

## Jugabilidad
Command & Conquer 3: Tiberium Wars ofrece un amplio rango de posibilidades de juego tanto en modo de un solo jugador como de multijugador, además de tres campañas, aunque para jugar la campaña de los Scrin se debe haber pasado las campañas de la GDI y de la Nod previamente.
Uno de los aspectos más interesantes del modo un jugador es la posibilidad de elegir entre cuatro niveles de dificultad para los jugadores controlados por la inteligencia artificial del juego (IA) que van desde "fácil" hasta "brutal", siendo este último un reto incluso para los jugadores más experimentados con las entregas anteriores. Además, existe la posibilidad de programar a los jugadores de la computadora para que sean capaces de elegir en distintos modos de acción, en total estos son cinco:
- Equilibrado: es la IA clásica, muy semejante a la vista en entregas anteriores de Command & Conquer, mantendrá un equilibrio entre ataque y defensa.
- Atacante: la IA atacará al jugador lo antes posible, tratando de derrotarlo con las unidades básicas de la facción de turno.
- Guerrillero: La IA realizará operaciones tácticas destinadas a destruir la infraestructura del jugador.
- Tortuga: la IA se atrincherará en su base, construyendo varias estructuras defensivas y soltará ataques esporádicos aunque potentes.
- Apisonador: la IA realizará ataques continuos con gran número de unidades lanzadas en masa.

En el modo de multijugador se puede jugar tanto en red como vía Internet, teniendo esta última la posibilidad de listas de mejores jugadores y el BattleCast que permite a observadores comentar y analizar un juego multiplayer mientras este ocurre.